# Microsoft Stream
Microsoft Stream — це корпоративний відеохостинг, який був випущений 20 червня 2017 року та поступово замінив Office 365 Video. У 2021 році Microsoft представила відеорозділи як функцію в Steams.